# Centro Desportivo Universitário do Porto
Le Centro Desportivo Universitário do Porto est un club portugais de rugby à XV basé à Porto.
Le club évolue au plus haut niveau du rugby portugais, le Championnat du Portugal de rugby à XV ou Division d'Honneur.

## Palmarès
- Championnat du Portugal de rugby à XV (0 titre)
  - Champion :
  - Vice-Champion : 1969/70, 2001/02

- Championnat du Portugal de rugby à XV de 2e division (1 titre)
  - Champion : 1964/65 (Z. Nord)

- Coupe du Portugal de rugby à XV (2)
  - Vainqueur : 2003, 2007
  - Finaliste : 1981, 2006